# Olympische Sommerspiele 1912/Rudern – Vierer mit Steuermann
Die Ruderregatta im Vierer mit Steuermann bei den Olympischen Sommerspielen 1912 wurde vom 17. bis 19. Juli in der Bucht Djurgårdsbrunnsviken ausgetragen.

## Zeitplan
| Datum                     | Zeit        | Runde             |
| ------------------------- | ----------- | ----------------- |
| Mittwoch, 17. Juli 1912   | 18:20       | Vorläufe          |
| Donnerstag, 18. Juli 1912 | 12:20       | Viertelfinale     |
| Freitag, 19. Juli 1912    | 13:30 17:30 | Halbfinale Finale |

## Ergebnisse

### Vorläufe

#### Lauf 1
| Rang | Nation   | Athleten                                                                                 | Zeit       | Anm. |
| ---- | -------- | ---------------------------------------------------------------------------------------- | ---------- | ---- |
| 1    | Dänemark | Erik Bisgaard Rasmus Frandsen Mikael Simonsen Poul Thymann Ejgil Clemmensen (Steuermann) | 7:20,0 min | Q    |

#### Lauf 2
| Rang | Nation     | Athleten                                                                                          | Zeit       | Anm. |
| ---- | ---------- | ------------------------------------------------------------------------------------------------- | ---------- | ---- |
| 1    | Finnland   | Johan Nyholm Oskar Forsman Karl Lönnberg Emil Nylund Valdemar Henriksson (Steuermann)             | 7:18,2 min | Q    |
| 2    | Frankreich | André Mirambeau Louis Thomaturgé René Saintongey Pierre Alibert François Elichagaray (Steuermann) | unbekannt  |      |

#### Lauf 3
| Rang | Nation     | Athleten                                                                                | Zeit       | Anm. |
| ---- | ---------- | --------------------------------------------------------------------------------------- | ---------- | ---- |
| 1    | Norwegen   | Henry Larsen Mathias Torstensen Theodor Klem Håkon Tønsager Ejnar Tønsager (Steuermann) | 7:15,0 min | Q    |
| 2    | Österreich | Richard Mayer Hugo Cužna Georg Kröder Fritz Krombholz Emil Jand (Steuermann)            | DNF        |      |

#### Lauf 4
| Rang | Nation     | Athleten                                                                           | Zeit       | Anm. |
| ---- | ---------- | ---------------------------------------------------------------------------------- | ---------- | ---- |
| 1    | Norwegen   | Øyvin Davidsen Leif Rode Theodor Schjøth Olaf Dahll Einar Eriksen (Steuermann)     | 7:27,4 min | Q    |
| —    | Österreich | Georg Hölzl Theodor Jakobi Karl Korber Rudolf Krammer Josef Petraseck (Steuermann) | DNS        |      |

#### Lauf 5
| Rang | Nation   | Athleten                                                                                             | Zeit       | Anm. |
| ---- | -------- | --- | ---------- | ---- |
| 1    | Belgien  | Guillaume Visser Georges Van Den Bossche Edmond Vanwaes Georges Willems Léonard Nuytens (Steuermann) | 7:15,0 min | Q    |
| 2    | Dänemark | Hans Jørgensen Knud Gøtke Johan Praem Theodor Eyrich Silva Smedberg (Steuermann)                     | unbekannt  |      |

#### Lauf 6
| Rang | Nation          | Athleten                                                                                | Zeit       | Anm. |
| ---- | --------------- | --------------------------------------------------------------------------------------- | ---------- | ---- |
| 1    | Deutsches Reich | Albert Arnheiter Hermann Wilker Rudolf Fickeisen Otto Fickeisen Otto Maier (Steuermann) | 7:06,6 min | Q    |
| 2    | Schweden        | John Lager Axel Eriksson Ernst Wetterstrand Gunnar Lager Karl Sundholm (Steuermann)     | unbekannt  |      |

#### Lauf 7
| Rang | Nation          | Athleten                                                                           | Zeit       | Anm. |
| ---- | --------------- | ---------------------------------------------------------------------------------- | ---------- | ---- |
| 1    | Großbritannien  | Julius Beresford Karl Vernon Charles Rought Bruce Logan Geoffrey Carr (Steuermann) | 7:27,0 min | Q    |
| —    | Deutsches Reich | unbekannt                                                                          | DNS        |      |

### Viertelfinale

#### Lauf 1
| Rang | Nation   | Athleten                                                                                 | Zeit       | Anm. |
| ---- | -------- | ---------------------------------------------------------------------------------------- | ---------- | ---- |
| 1    | Dänemark | Erik Bisgaard Rasmus Frandsen Mikael Simonsen Poul Thymann Ejgil Clemmensen (Steuermann) | 7:09,0 min | Q    |
| 2    | Finnland | Johan Nyholm Oskar Forsman Karl Lönnberg Emil Nylund Valdemar Henriksson (Steuermann)    | 7:12,5 min |      |

#### Lauf 2
| Rang | Nation         | Athleten                                                                           | Zeit       | Anm. |
| ---- | -------------- | ---------------------------------------------------------------------------------- | ---------- | ---- |
| 1    | Großbritannien | Julius Beresford Karl Vernon Charles Rought Bruce Logan Geoffrey Carr (Steuermann) | 7:14,5 min | Q    |
| 2    | Norwegen       | Øyvin Davidsen Leif Rode Theodor Schjøth Olaf Dahll Einar Eriksen (Steuermann)     | unbekannt  |      |

#### Lauf 3
| Rang | Nation   | Athleten                                                                                             | Zeit       | Anm. |
| ---- | -------- | --- | ---------- | ---- |
| 1    | Norwegen | Henry Larsen Mathias Torstensen Theodor Klem Håkon Tønsager Ejnar Tønsager (Steuermann)              | 7:05,5 min | Q    |
| 2    | Belgien  | Guillaume Visser Georges Van Den Bossche Edmond Vanwaes Georges Willems Léonard Nuytens (Steuermann) | unbekannt  |      |

#### Lauf 4
| Rang | Nation          | Athleten                                                                                | Zeit       | Anm. |
| ---- | --------------- | --------------------------------------------------------------------------------------- | ---------- | ---- |
| 1    | Deutsches Reich | Albert Arnheiter Hermann Wilker Rudolf Fickeisen Otto Fickeisen Otto Maier (Steuermann) | 7:14,4 min | Q    |

### Halbfinale

#### Lauf 1
| Rang   | Nation          | Athleten                                                                                 | Zeit       | Anm. |
| ------ | --------------- | ---------------------------------------------------------------------------------------- | ---------- | ---- |
| 1      | Deutsches Reich | Albert Arnheiter Hermann Wilker Rudolf Fickeisen Otto Fickeisen Otto Maier (Steuermann)  | 7:41,0 min | Q    |
| Bronze | Dänemark        | Erik Bisgaard Rasmus Frandsen Mikael Simonsen Poul Thymann Ejgil Clemmensen (Steuermann) | unbekannt  |      |

#### Lauf 2
| Rang | Nation         | Athleten                                                                                | Zeit       | Anm. |
| ---- | -------------- | --------------------------------------------------------------------------------------- | ---------- | ---- |
| 1    | Großbritannien | Julius Beresford Karl Vernon Charles Rought Bruce Logan Geoffrey Carr (Steuermann)      | 7:04,8 min | Q    |
| 2    | Norwegen       | Henry Larsen Mathias Torstensen Theodor Klem Håkon Tønsager Ejnar Tønsager (Steuermann) | 7:05,0 min |      |

### Finale
| Rang   | Nation          | Athleten                                                                                | Zeit       |
| ------ | --------------- | --------------------------------------------------------------------------------------- | ---------- |
| Gold   | Deutsches Reich | Albert Arnheiter Hermann Wilker Rudolf Fickeisen Otto Fickeisen Otto Maier (Steuermann) | 6:59,4 min |
| Silber | Großbritannien  | Julius Beresford Karl Vernon Charles Rought Bruce Logan Geoffrey Carr (Steuermann)      | unbekannt  |